# 785
Cette page concerne l'année 785  du calendrier julien. Pour l'année 785 av. J.-C., voir 785 av. J.-C.
L'année 785 est une année commune qui commence un samedi.

## Événements
- 3 avril : Charlemagne célèbre Pâques à Eresburg, en Saxe[1]. Willehad se rend à Eresburg auprès de Charlemagne, qui lui confie l'organisation de l'Église de Saxe[2]. Liudger est chargé d'évangéliser la Frise orientale[3].
- Mai : Charlemagne convoque son champ de mai à Paderborn[4]. Promulgation du Capitulaire de partibus Saxoniae, à l'origine de la Lex Saxonum[5].
- Printemps : Charlemagne ravage la Saxe jusqu’à l’Elbe[6]. Widukind doit négocier.
- 3 août : mort d'Al-Mahdi. Début du règne de al-Hadî, calife abbasside (fin en 786)[7].
- 29 août : Irène et Tarasios invitent le pape Adrien à un concile œcuménique auquel celui-ci accepte d'envoyer des représentants[8].

- 25 décembre : Charlemagne passe Noël à Attigny[9]. Widukind se rend au palais d’Attigny pour y recevoir le baptême. La Saxe est soumise et évangélisée. 10 000 Saxons sont déportés dans l’Empire.

- Au Japon, l’assassinat d’un membre de la famille des Fujiwara, Tanetsugu, chargé des travaux de Nagaoka-kyō, provoque l’affolement. La nouvelle capitale est considérée comme portant malheur. Saichō (767-822), un moine d’origine chinoise admiré pour sa sagesse par l’empereur, juge qu’il faut fuir ce monde corrompu et s’installe dans un ermitage sur le mont Hiei, l’Enryaku-ji[10].
- Révolte en Bretagne contre les Carolingiens[11].
- Charlemagne exclut les marchands vénitiens de Ravenne et de la Pentapole (785-791)[12]. Ils n’avaient pas voulu le reconnaître comme roi des Lombards. Le doge de Venise Maurizio Galbaio se rapproche de Byzance[13].
- En Espagne, Gérone et Urgell rallient spontanément la monarchie franque[14].

## Décès en 785
- Yan Zhenqing, calligraphe chinois.